# برگه-ریشه ژیروپلان
برگه-ریشه ژیروپلان (به فرانسوی: Breguet-Richet Gyroplane) یک هواگرد ساختِ کارخانهٔ برگه اویاسیون در کشور فرانسه است . این هواگرد برای نخستین بار در ۲۹ سپتامبر ۱۹۰۷ میلادی مورد استفاده قرار گرفت.